# چهره‌خوانی
چهره‌خوانی (نام‌های دیگر: سیماشناسی، قیافه‌شناسی، چهره‌شناسی و فیزیوگنومی) (به انگلیسی: Physiognomy) شبه‌علمی است که به مطالعه و تفسیر ویژگی‌های چهره و ظاهر فیزیکی انسان‌ها می‌پردازد تا به وسیله آن به رفتار، شخصیت و احساسات افراد پی ببرد. این شبه‌علم بر این باور استوار است که ویژگی‌های ظاهری مانند شکل صورت، اندازه و تناسب اجزا، و حتی تغییرات پوست می‌تواند اطلاعاتی دربارهٔ شخصیت و روحیات فرد ارائه دهد.
چهره‌شناسی در طول تاریخ در فرهنگ‌های مختلف مورد مطالعه و توجه قرار گرفته است. ارسطو، فیلسوف یونانی، از نخستین کسانی بود که در مورد ارتباط بین ظاهر و شخصیت انسان‌ها به بحث پرداخت. در دوران رنسانس، این شبه‌علم دوباره توجه زیادی را به خود جلب کرد و محققانی مانند لئوناردو داوینچی روی روابط بین فرم‌های مختلف چهره و مظهر شخصیت کار کردند.
با وجود اینکه چهره خوانی در برخی زمینه‌ها هنوز هم به‌عنوان یک ابزار برای تحلیل شخصیت مورد استفاده قرار می‌گیرد، اما در علم مدرن و تحقیقات روان‌شناسی، دقت و قابلیت پیش‌بینی آن به چالش کشیده شده و برخی از نتایج آن نیاز به بررسی بیشتری دارد.
تحقیقات اخیر در زمینه شبه‌علم چهره‌شناسی و ارتباط آن با رفتار انسانی، در برخی از موارد نشان‌دهنده ارتباط‌هایی میان ویژگی‌های چهره و برخی ویژگی‌های شخصیتی است. به‌عنوان مثال، مطالعه‌ای که در سال ۲۰۲۰ در مجله "Personality and Individual Differences" منتشر شد، به بررسی ارتباط میان ساختار صورت و ویژگی‌های شخصیتی مرتبط با پایبندی به وظایف پرداخت و نشان داد که برخی از ویژگی‌های چهره می‌توانند پیش‌بینی‌کننده‌های معتبری برای این ویژگی‌ها باشند (Wang et al. , 2020).
یکی از تحقیقات معتبر در زمینه شبه‌علم چهره‌شناسی، تحقیقاتی است که توسط جنیفر آکر و همکارانش در اواخر دهه ۱۹۹۰ انجام شده است. این تحقیقات به بررسی تأثیرات حالات چهره بر درک مردم از احساسات و شخصیت‌ها پرداختند و نشان دادند که چگونه ویژگی‌های صورت می‌توانند در قضاوت‌های اجتماعی تأثیرگذار باشند.
همچنین یکی دیگر از تحقیقات معتبر در زمینه شبه‌علم چهره‌خوانی، مطالعه‌ای است که توسط پل اکمن انجام شده است. او به عنوان یکی از پیشگامان در این حوزه شناخته می‌شود و پژوهش‌های او عمدتاً بر روی تشخیص احساسات از طریق حالات چهره تمرکز دارد. اکه‌من روش‌ها و ابزارهایی را برای شناسایی و طبقه‌بندی احساسات بنیادی مانند شادی، غم، ترس، خشم، نفرت و شگفتی طراحی کرده است. یکی از معروف‌ترین آثار او «تاریخچه احساسات انسانی» (Emotions Revealed) است که در آن به بررسی زوایای مختلف چهره‌خوانی و احساسات پرداخته و نشان داده که چگونه چهره می‌تواند اطلاعات زیادی در مورد احساسات واقعی فرد به ما بدهد.
با این حال، باید توجه داشت که چهره خوانی به‌عنوان یک شبه‌علم، همواره مورد انتقاد بوده و برخی از یافته‌های آن از نظر علمی مورد تردید قرار گرفته‌اند؛ بنابراین، استناد به نتایج چهره‌شناسی باید با احتیاط انجام شود و نباید به‌عنوان یک ابزار قطعی برای قضاوت در مورد شخصیت افراد مورد استفاده قرار گیرد.
تحقیقات دانشگاهی مشهور در زمینه چهره‌شناسی:
- تحقیقات دانشگاه کمبریج: این تحقیقات به ارزیابی تأثیر چهره‌ها بر احساسات و رفتار افراد می‌پردازند. از جمله موضوعات مورد بررسی قرار گرفته‌اند، تأثیر چهره‌ها بر اعتماد، تصورات و تصمیم‌گیری‌ها.
- تحقیقات دانشگاه کارولینای شمالی: این تحقیقات بر روی تأثیر چهره‌ها بر ارزش‌ها و تصورات اجتماعی متمرکز شده‌اند. از جمله موضوعات مورد بررسی قرار گرفته‌اند، تأثیر چهره‌ها بر تصورات اجتماعی و اقتصادی.
- تحقیقات دانشگاه پرینستون: این تحقیقات بر روی تأثیر چهره‌ها بر احساسات و رفتار افراد متمرکز شده‌اند. از جمله موضوعات مورد بررسی قرار گرفته‌اند، تأثیر چهره‌ها بر اعتماد، تصورات و تصمیم‌گیری‌ها.

در تحقیقات دانشگاه کمبریج و پرینستون، خصوصیات ظاهری چهره‌های مثبت و منفی به این شکل تعریف شده‌اند:

### چهره‌های مثبت
- لبخند: لبخند باز و روشن که نشان‌دهنده دوستی و حسن نیت است.
- چشم‌های بزرگ و باز: چشم‌هایی که باز هستند و نشان‌دهنده صمیمیت و قابل اعتماد بودن می‌باشند.
- چهره‌های متقارن: متقارن بودن چهره معمولاً به عنوان یک نشانه از جذابیت و اعتماد دیده می‌شود.
- پوست صاف و بی‌عیب: پوست صاف و بدون نقص به عنوان یک ویژگی مثبت و جذاب تلقی می‌شود.

### چهره‌های منفی
- اخم: حالات چهره که نشان‌دهنده ناراحتی یا خشم هستند.
- چشم‌های تنگ و نزدیک به هم: این نوع چشم‌ها معمولاً به عنوان نشانه‌ای از بدگمانی یا عدم اعتماد دیده می‌شوند.
- عدم تقارن چهره: عدم تقارن در چهره ممکن است به عنوان نشانه‌ای از عدم تعادل عاطفی دیده شود و در نتیجه ممکن است اعتماد را کاهش دهد.
- خطوط و چین‌های عمیق: خطوط و چین‌های عمیق در چهره ممکن است نشان‌دهنده استرس یا نگرانی باشد.

در طول تاریخ، نظریه‌ها و دیدگاه‌های مختلفی دربارهٔ چهره‌شناسی مطرح شده‌اند. چند نظریه معروف در این زمینه عبارتند از:
1. نظریه لافاتر:
  - یوهان کاسپار لافاتر (Johann Caspar Lavater) یکی از چهره‌شناسان معروف قرن هجدهم بود که نظریه‌های خود را در کتاب‌هایی مانند "Physiognomic Fragments" منتشر کرد. او معتقد بود که ویژگی‌های چهره می‌توانند شخصیت و اخلاقیات فرد را نشان دهند و از این راه می‌توان به فهم بهتری از افراد دست یافت.
2. نظریه داروین:
  - چارلز داروین در کتاب "Expression of the Emotions in Man and Animals" به بررسی ارتباط بین حالات چهره و عواطف پرداخت. او معتقد بود که حالات چهره می‌توانند نشان‌دهنده عواطف و احساسات داخلی باشند و این ارتباطات به‌طور تکاملی شکل گرفته‌اند.
3. نظریه گالتون:
  - فرانسیس گالتون (Francis Galton)، یکی از بنیان‌گذاران شبه‌علم چهره‌شناسی آماری بود. او از تکنیک‌های آماری برای تحلیل چهره‌ها و ارتباط آنها با ویژگی‌های شخصیتی استفاده کرد. گالتون سعی کرد تا با استفاده از ابزارهای علمی و آماری، چهره‌شناسی را به یک شبه‌علم دقیق‌تر تبدیل کند.
4. نظریه شلدون:
  - ویلیام شلدون (William Sheldon) در دهه ۱۹۴۰ نظریه‌ای به نام "سوماتوتیپ" مطرح کرد که به بررسی ارتباط بین ساختار بدنی و شخصیت می‌پرداخت. او اعتقاد داشت که ویژگی‌های جسمانی افراد می‌توانند نشان‌دهنده ویژگی‌های شخصیتی آنها باشند. البته، نظریه‌های او بیشتر بر اساس ساختار بدن به‌طور کلی بود تا ویژگی‌های چهره به تنهایی.

استفاده‌های امروزی:
چهره‌خوانی در غرب به عنوان یک ابزار تطبیقی در برخی از زمینه‌ها، مانند مشاوره‌های روان‌شناسی، استخدام، و حتی فروش و بازاریابی مورد استفاده قرار می‌گیرد. اگرچه این شبه‌علم هنوز مورد نقد قرار می‌گیرد، اما مقالات و کتاب‌های متعددی در زمینه آن منتشر شده است.